# 坦尼 (明尼蘇達州)
坦尼（英語：Tenney）是位於美國明尼蘇達州威爾金縣坎貝爾鎮區的一個非建制地區。

## 歷史
坦尼的郵局於1887年成立，其後於1967年停運。此地得名自伐木工人約翰·P·坦尼（John P. Tenney）。
坦尼曾於1901年11月30日被升格為城市。其後坦尼發生股災，人口自1940年代開始急跌，2000年代更一度只有兩人居住，至2010年時回升至五人。2011年6月，明尼蘇達州政府投票表決2比1通過將坦尼從城市名單中除名，其所有物業都歸坎貝爾鎮區所有。

## 地理
坦尼所處的海拔為高於海平面302米（即991英呎），而該地所採用的時區為UTC-6，即北美中部時區（CST）。同時該地設有夏令時間，為UTC-6調快一小時，即UTC-5（CDT）。